# Dominga Ortiz Orzúa
Dominga Ortiz (Canaguá, Provincia de Barinas, Capitanía General de Venezuela, Imperio Español, 1 de noviembre de 1792-Caracas, Estado Bolívar, Venezuela, 31 de diciembre de 1875), fue la esposa legítima y primera dama del presidente de Venezuela José Antonio Páez.

## Biografía
Sus padres fueron el ganadero Francisco de Paula Ortiz y Micaela Orzúa. Queda huérfana de padre y madre a temprana edad y es criada por sus tíos maternos, quienes administran el hato heredado de sus padres.
Contrae matrimonio con José Antonio Páez el 1 de julio de 1809 en su pueblo natal. Son casados por Fray José Simón Archila. Del matrimonio Páez-Ortiz nacen dos hijos: Manuel A. Páez y María del Rosario Páez de Llamosas.
Después de los sucesos del 19 de abril de 1810 su esposo, José Antonio Páez, se alista en las filas patriotas. Es común verla entre las filas, y es conocida por la tropa como la «Señora» en señal de respeto.
Posterior al triunfo en la Batalla de Carabobo, Páez enamorado de Barbarita Nieves se aleja de Dominga y esta se regresa a Barinas y desaparece de la vida pública. Reaparece hacia 1849, cuando el General José Antonio Páez es puesto preso. Dominga lo visita junto con su hija María en el calabozo del castillo de Cumaná y comienza a realizar diligencias para obtener un indulto que logra concretar.
A raíz del arresto de José Antonio Páez todos los bienes del mismo y los de ella son confiscados por el Estado;[cita requerida] luchó por recuperar sus bienes, pero no lo logró, y murió en la pobreza en la ciudad de Caracas el 31 de diciembre de 1875.